# Агадилова, Алия Бекболатовна
А́лия Бе́кболатовна А́гадилова — российская актриса музыкального театра, певица, педагог по вокалу, лауреат театральных премий «Золотой софит» (2021) за роль Ким в мюзикле «Мисс Сайгон» и фестиваля «Театры Санкт-Петербурга — детям» (2024) за роль пиратки Дженни в мюзикле «Остров сокровищ», лауреат международных и всероссийских конкурсов.

## Биография
Родилась 4 декабря 1994 года в Казахстане.[уточнить]
На сцену впервые вышла в шесть лет, исполняла песню на хакасском языке, училась играть на баяне и фортепиано в музыкальной школе.
В 2010-2014 годы занималась в музыкальном колледже ХГУ им. Н.Ф. Катанова по специальности «Эстрадно-джазовый вокал».
В 2014-2018 годы обучалась в Санкт-Петербургском государственном институте культуры. С 2018 года занимается преподавателем вокала.

## Творчество
Солистка кавер-группы «Jingles».
С Санкт-Петербургским государственным театром музыкальной комедии сотрудничает с 2020 года.
Победитель 25 ноября 2012 года Республиканского конкурса молодежного творчества «Highway» («Магистраль») в номинация «Взлетная полоса» (вокал, соло).
Финалистка конкурса молодых артистов музыкального театра «Оперетта Land — 2021».
В номинации «Лучшая женская роль в оперетте и мюзикле» 1 ноября 2021 года в ТЮЗе имени А. А. Брянцева на XXVII торжественной церемонии стала лауреатом высшей театральной премии Санкт‑Петербурга «Золотой софит» за роль Ким в спектакле «Мисс Сайгон» в постановке Корнелиуса Балтуса, «профессиональный опыт Алии обеспечивал ей большую уверенность на сцене». «Во многом это заслуга ее пронзительного, звенящего на высоких нотах, как хрустальный колокольчик, сопрано, но не подлежат сомнению и ее высокие актерские достоинства».
В октября 2023 года сыграла роль Элизабет Лавенцы в мюзикле «Франкенштейн».
Участница фестиваля мюзикла «Х» в Москве (27.03.2022) и Санкт-Петербурге (1.10.2023).
В 2023 году участница московского шоу «Принцессы и Злодеи», «Ёлка Деда Мороза». В 2023 году сыграла Бэтти Шейфер в мюзикле «Сансет бульвар» режиссёра Антона Музыкантского, поставленном продюсерской компании SkyFist Studio в Ереване и Девушку в мюзикле «Маугли» в Театре Эстрады.
В январе 2024 года приняла участие в сольном концерте Ярослава Баярунаса «Без депрессии» и квартирнике «Мысли вслух» в ноябре 2022.
Лауреат XXXII фестиваля «Театры Санкт-Петербурга — детям» 24 апреля 2024 года в Доме актера им. К.С. Станиславского за роль пиратки Дженни в мюзикле «Остров сокровищ».

## Роли в театре

### Санкт-Петербургский театр музыкальной комедии
- Мюзикл «Мисс Сайгон» К.-М. Шёнберга, А. Бублиля (режиссёр К. Балтус) — Ким (2020 — 2022)
- Спектакль-концерт «Хиты Бродвея и не только…» (реж. Б. Томаш, А. Сафронов, А. Суханов) — Элизабет, Фанни, Ким, Эльфаба, Мулан, Алиса, Амнерис, Аида, Эльза, Белль, Элизабет Лавенца (2021)
- Мюзикл «Франкенштейн» Р. Игнатьева (режиссёр А. Франдетти) — Элизабет Лавенца (2023)
- Мюзикл «Остров сокровищ» М. Кошеварова (режиссёр О. Прихудайлова) — Дженни Ганн (2023)

### Театр эстрады имени А. И. Райкина
- Мюзикл «Маугли» (режиссёр А. Франдетти) — Девушка (2023)

### Skyfist Studio
- Мюзикл «Сансет бульвар» Э. Ллойда-Веббера (режиссёр А. Музыкантский) — Бэтти Шейфер (2023)